# ايزيكويل ريسكالداني
ايزيكويل ريسكالداني (بالإسبانية: Ezequiel Rescaldani) (11 يونيو 1992 في الأرجنتين - ) هو لاعب كرة قدم أرجنتيني في مركز الهجوم. لعب مع فيليز سارسفيلد وكيلمس ونادي بويبلا ونادي مالقا وتاليريس كوردوبا.

## روابط خارجية
- ايزيكويل ريسكالداني على موقع إي إس بي إن إف سي (الإنجليزية)
- ايزيكويل ريسكالداني على موقع قاعدة بيانات كرة القدم.إي يو (الإنجليزية)
- ايزيكويل ريسكالداني على موقع Soccerway.com (الإنجليزية)
- ايزيكويل ريسكالداني على موقع AS.com (الإسبانية)